# Комори на Светском првенству у атлетици на отвореном 2022.
Комори су учествовали на 18. Светском првенству у атлетици на отвореном 2022. одржаном у Јуџину  од 15. до 25. јула четрнаести пут. Репрезентацију Комора представљао је један атлетичар који се такмичио у трци на 200 метара. , .
На овом првенству такмичар Комора није освојио ниједну медаљу нити је остварио неки резултат.

## Учесници
Мушкарци:
- Хачим Мароуфоу — 200 м

## Резултати

### Мушкарци
| Атлетичар      | Дисциплина | Лични рекорд | Квалификације | Квалификације | Полуфинале           | Полуфинале           | Финале               | Финале       | Детаљи |
| Атлетичар      | Дисциплина | Лични рекорд | Резултат      | Место         | Резултат             | Место                | Резултат             | Место        | Детаљи |
| -------------- | ---------- | ------------ | ------------- | ------------- | -------------------- | -------------------- | -------------------- | ------------ | ------ |
| Хачим Мароуфоу | 200 м      | 20,52 НР     | 20,91         | 6. у гр. 4    | Није се квалификовао | Није се квалификовао | Није се квалификовао | 42 / 44 (49) |        |